# Свистуля
Свистуля (Conioselinum) — рід квіткових рослин родини окружкових (Apiaceae). Рід містить 17 чи 20 видів, які поширені у Євразії й Північній Америці. В Україні один вид — свистуля татарська.

## Морфологічна характеристика
Це багаторічні трави. Стебло порожнисте, ребристе. Листки на ніжках; пластини 2–3-перисторозділені чи 2–3-трійчасто-перисті. Зонтики складні, кінцеві та бічні; приквітки відсутні чи мало; вторинні приквітки численні, лінійні. Пелюстки білі, яйцеподібні чи зворотно-яйцеподібні, верхівка загнута. Плід від довгастої до яйцеподібної форми, стиснутий на спині, голий; спинні ребра виступають, бічні ребра широкі перетинчастокрилі.

## Використання
Деякі види мають харчове й медичне застосування.

## Види
1. Conioselinum acuminatum (Franch.) Lavrova
2. Conioselinum anthriscoides (H.Boissieu) Pimenov & Kljuykov
3. Conioselinum chinense (L.) Britton, Sterns & Poggenb.
4. Conioselinum longifolium Turcz.
5. Conioselinum mexicanum J.M.Coult. & Rose
6. Conioselinum morrisonense Hayata
7. Conioselinum nepalense Pimenov & Kljuykov
8. Conioselinum pseudoangelica (H.Boissieu) Pimenov & Kljuykov
9. Conioselinum pteridophyllum (Franch.) Lavrova
10. Conioselinum reflexum Pimenov & Kljuykov
11. Conioselinum scopulorum (A.Gray) J.M.Coult. & Rose
12. Conioselinum shanii Pimenov & Kljuykov
13. Conioselinum sinchianum (K.T.Fu) Pimenov & Kljuykov
14. Conioselinum smithii (H.Wolff) Pimenov & Kljuykov
15. Conioselinum tataricum Hoffm.
16. Conioselinum tenuisectum (H.Boissieu) Pimenov & Kljuykov
17. Conioselinum tenuissimum (Nakai) Pimenov & Kljuykov